# Берч, Кем
Кем Берч (англ. Khem Birch; род. 28 сентября 1992[…], Монреаль, Квебек) — канадский баскетболист, выступающий за испанский клуб «Фенербахче». Играет на позиции центрового.

## Профессиональная карьера

### Су-Фолс Скайфорс (2014—2015)
После того, как Берч не был выбран на драфте НБА 2014 года, он присоединился к «Вашингтон Уизардс» в Летней лиге НБА 2014 года. 14 сентября 2014 года он подписал контракт со своей первой командой в НБА «Майами Хит». Однако позже, 25 октября 2014 года, «Хит» отказались от него. 3 ноября 2014 года он перешёл в «Су-Фолс Скайфорс», фарм-клуб «Майами Хит». 4 февраля 2015 года он был включен в состав на Матч всех звёзд лиги развития НБА 2015 года.

### Ушак Спортиф (2015—2016)
30 июня 2015 года Берч подписал контракт с турецким клубом «Ушак Спортиф» из турецкой Суперлиги. В следующем месяце он присоединился к «Бруклин Нетс» в Летней лиге Орландо 2015 года и «Нью-Орлеан Пеликанс» в Летней лиге Лас-Вегаса 2015 года. Он продолжал играть за «Ушак Спортиф» в сезоне 2015/2016 и в 32 матчах турецкой Суперлиги набирал в среднем за 27 минут 10,5 очков, 9,1 подбора, 0,5 передачи, 1,3 блок-шота и 0,5 перехвата за игру.

### Олимпиакос (2016—2017)
14 июня 2016 года Берч подписал двухлетний контракт с действующим чемпионом греческой баскетбольной лиги «Олимпиакосом» на сумму 1,1 миллиона евро. В 33 матчах греческой баскетбольной лиги сезона 2016/17 за «Олимпиакос» он в среднем за игру проводил 15,7 минуты, набирал 5,7 очка, делал 5,0 подбора, 0,4 передачи, 0,8 блок-шота и 0,6 перехвата. В 37 матчах Евролиги сезона 2016/2017 он в среднем за игру набирал 18,1 минуты, 7,3 очка, 5,6 подбора, 0,3 передачи, 1,0 блок-шота и 0,5 перехвата.
10 июля 2017 года Берч расторг свой контракт с «Олимпиакосом», чтобы перейти в НБА.

### Орландо Мэджик (2017—2021)
27 июля 2017 года Берч подписал контракт с «Орландо Мэджик».
14 марта 2019 года Берч оформил дабл-дабл, установив свой карьерный рекорд: 13 очков, 11 подборов, 1 результативная передача и 2 перехвата в матче против «Кливленд Кавальерс» (120:91).
10 июля 2019 года Берч повторно подписал контракт с «Мэджик» сроком на 2 года.
26 марта 2021 года Берч провёл свой лучший матч в карьере, набрав 14 очков, сделав 15 подборов и 4 перехвата при 4 передачах и 2 блок-шотах в матче с «Портленд Трэйл Блэйзерс» (112:105).
8 апреля 2021 года «Мэджик» отчислили Берча.

### Торонто Рэпторс (2021—2023)
10 апреля 2021 года Берч подписал контракт с «Торонто Рэпторс» до конца сезона 2020/2021. На следующий день Берч дебютировал в матче против «Нью-Йорк Никс», проиграв со счетом 102:96, набрав 4 очка и сделав 6 подборов за 18 минут игры. 29 апреля он набрал рекордные в карьере 20 очков, реализовав два трёхочковых и сделав 9 подборов, 4 результативные передачи, 2 перехвата и блок-шот в проигранном матче против «Денвер Наггетс» со счетом 121:111.
6 августа 2021 года Берч подписал новый контракт с «Рэпторс» на 3 года и чуть более чем на 20 миллионов долларов, что позволило ему остаться в команде до конца сезона 2023/2024.
9 февраля 2023 года Берч был обменян, наряду с правом выбора в первом раунде драфта 2024 года и двумя будущими выборами во втором раунде, в «Сан-Антонио Спёрс» в обмен на Якоба Пёльтля. Он не появился ни в одном матче за новую команду и был отчислен 19 октября, до начала следующего сезона.

### Жирона (2024)
5 февраля 2024 года Берч подписал контракт с «Жироной» из испанской лиги ACB.

### Фенербахче (2024–настоящее время)
11 сентября 2024 года Берч подписал однолетний контракт с турецким клубом «Фенербахче».

## Национальная сборная
Берч был членом юношеской сборной Канады в возрастах до 18 лет.
За взрослую сборную Канады Берч дебютировал в квалификации на летние Олимпийские игры 2016 года. Также Берч принимал участие на чемпионате мира 2019 года и на летних Олимпийских играх 2024 года, на которых сборная Канады заняла итоговое 5-е место.

## Статистика

### Статистика в НБА
| Сезон                                                                                    | Команда | Регулярный сезон | Регулярный сезон | Регулярный сезон | Регулярный сезон | Регулярный сезон | Регулярный сезон | Регулярный сезон | Регулярный сезон | Регулярный сезон | Регулярный сезон | Регулярный сезон | Серия плей-офф | Серия плей-офф | Серия плей-офф | Серия плей-офф | Серия плей-офф | Серия плей-офф | Серия плей-офф | Серия плей-офф | Серия плей-офф | Серия плей-офф | Серия плей-офф |
| Сезон                                                                                    | Команда | GP               | GS               | MPG              | FG%              | 3P%              | FT%              | RPG              | APG              | SPG              | BPG              | PPG              | GP             | GS             | MPG            | FG%            | 3P%            | FT%            | RPG            | APG            | SPG            | BPG            | PPG            |
| ---------------------------------------------------------------------------------------- | ------- | ---------------- | ---------------- | ---------------- | ---------------- | ---------------- | ---------------- | ---------------- | ---------------- | ---------------- | ---------------- | ---------------- | -------------- | -------------- | -------------- | -------------- | -------------- | -------------- | -------------- | -------------- | -------------- | -------------- | -------------- |
| 2017/18                                                                                  | Орландо | 42               | 0                | 13,8             | 54,0             | -                | 68,9             | 4,3              | 0,8              | 0,4              | 0,5              | 4,2              | Не участвовал  | Не участвовал  | Не участвовал  | Не участвовал  | Не участвовал  | Не участвовал  | Не участвовал  | Не участвовал  | Не участвовал  | Не участвовал  | Не участвовал  |
| 2018/19                                                                                  | Орландо | 50               | 1                | 12,9             | 60,3             | 0,0              | 69,9             | 3,8              | 0,8              | 0,4              | 0,6              | 4,8              | 5              | 0              | 18,3           | 55,6           | -              | 85,7           | 6,2            | 0,8            | 0,2            | 1,0            | 5,2            |
| 2019/20                                                                                  | Орландо | 48               | 24               | 19,2             | 51,0             | 0,0              | 65,3             | 4,6              | 1,0              | 0,4              | 0,5              | 4,4              | 5              | 0              | 17,9           | 50,0           | -              | 90,9           | 5,0            | 1,4            | 0,2            | 0,0            | 4,8            |
| 2020/21                                                                                  | Орландо | 48               | 5                | 19,8             | 45,0             | 19,0             | 74,1             | 5,1              | 1,1              | 0,7              | 0,6              | 5,3              | Не участвовал  | Не участвовал  | Не участвовал  | Не участвовал  | Не участвовал  | Не участвовал  | Не участвовал  | Не участвовал  | Не участвовал  | Не участвовал  | Не участвовал  |
| 2020/21                                                                                  | Торонто | 19               | 17               | 30,4             | 55,6             | 29,0             | 63,6             | 7,6              | 1,9              | 0,8              | 1,2              | 11,9             | Не участвовал  | Не участвовал  | Не участвовал  | Не участвовал  | Не участвовал  | Не участвовал  | Не участвовал  | Не участвовал  | Не участвовал  | Не участвовал  | Не участвовал  |
| 2021/22                                                                                  | Торонто | 55               | 28               | 18,0             | 48,5             | 0,0              | 74,6             | 4,3              | 1,0              | 0,5              | 0,5              | 4,5              | 6              | 4              | 10,5           | 50,0           | 50,0           | -              | 1,5            | 0,5            | 0,2            | 0,2            | 3,0            |
| 2022/23                                                                                  | Торонто | 20               | 0                | 8,1              | 59,4             | 50,0             | 80,0             | 1,3              | 0,4              | 0,3              | 0,3              | 2,2              | Не участвовал  | Не участвовал  | Не участвовал  | Не участвовал  | Не участвовал  | Не участвовал  | Не участвовал  | Не участвовал  | Не участвовал  | Не участвовал  | Не участвовал  |
|                                                                                          | Всего   | 282              | 75               | 17,1             | 52,0             | 20,0             | 69,8             | 4,4              | 1,0              | 0,5              | 0,5              | 5,0              | 16             | 4              | 15,3           | 52,1           | 50,0           | 88,9           | 4,1            | 0,9            | 0,2            | 0,4            | 4,3            |
| Наведите курсор мыши на аббревиатуры в заголовке таблицы, чтобы прочесть их расшифровку. |         |                  |                  |                  |                  |                  |                  |                  |                  |                  |                  |                  |                |                |                |                |                |                |                |                |                |                |                |

### Статистика в Джи-Лиге
| Сезон                                                                                    | Команда          | Регулярный сезон | Регулярный сезон | Регулярный сезон | Регулярный сезон | Регулярный сезон | Регулярный сезон | Регулярный сезон | Регулярный сезон | Регулярный сезон | Регулярный сезон | Регулярный сезон | Серия плей-офф | Серия плей-офф | Серия плей-офф | Серия плей-офф | Серия плей-офф | Серия плей-офф | Серия плей-офф | Серия плей-офф | Серия плей-офф | Серия плей-офф | Серия плей-офф |
| Сезон                                                                                    | Команда          | GP               | GS               | MPG              | FG%              | 3P%              | FT%              | RPG              | APG              | SPG              | BPG              | PPG              | GP             | GS             | MPG            | FG%            | 3P%            | FT%            | RPG            | APG            | SPG            | BPG            | PPG            |
| ---------------------------------------------------------------------------------------- | ---------------- | ---------------- | ---------------- | ---------------- | ---------------- | ---------------- | ---------------- | ---------------- | ---------------- | ---------------- | ---------------- | ---------------- | -------------- | -------------- | -------------- | -------------- | -------------- | -------------- | -------------- | -------------- | -------------- | -------------- | -------------- |
| 2014/15                                                                                  | Су-Фолс Скайфорс | 49               | 33               | 26,4             | 70,1             | 0,0              | 67,1             | 9,6              | 1,2              | 0,6              | 1,8              | 11,2             | 3              | 3              | 25,6           | 56,3           | -              | 72,7           | 9,3            | 0,3            | 1,3            | 2,0            | 8,7            |
| 2017/18                                                                                  | Лейкленд Мэджик  | 21               | 20               | 31,9             | 60,3             | -                | 78,7             | 9,7              | 2,5              | 1,2              | 2,6              | 14,0             | Не участвовал  | Не участвовал  | Не участвовал  | Не участвовал  | Не участвовал  | Не участвовал  | Не участвовал  | Не участвовал  | Не участвовал  | Не участвовал  | Не участвовал  |
|                                                                                          | Всего            | 70               | 53               | 28,0             | 66,3             | 0,0              | 70,6             | 9,6              | 1,6              | 0,8              | 2,0              | 12,0             | 3              | 3              | 25,6           | 56,3           | -              | 72,7           | 9,3            | 0,3            | 1,3            | 2,0            | 8,7            |
| Наведите курсор мыши на аббревиатуры в заголовке таблицы, чтобы прочесть их расшифровку. |                  |                  |                  |                  |                  |                  |                  |                  |                  |                  |                  |                  |                |                |                |                |                |                |                |                |                |                |                |

### Статистика в NCAA
| Сезон | Команда   | Conf      | Class     | GP | GS | MPG  | FG%  | 3P% | FT%  | RPG  | APG | SPG | BPG | PPG  |
| --- | --------- | --------- | --------- | -- | -- | ---- | ---- | --- | ---- | ---- | --- | --- | --- | ---- |
| 2011/12 | Питтсбург | Big East  | FR        | 10 | 6  | 15,0 | 57,1 |     | 54,5 | 5,0  | 0,0 | 0,2 | 1,9 | 4,4  |
| 2012/13 | УНЛВ      | MWC       | SO        | 26 | 15 | 21,8 | 56,3 |     | 64,2 | 5,7  | 0,6 | 0,7 | 2,6 | 7,2  |
| 2013/14 | УНЛВ      | MWC       | JR        | 33 | 32 | 31,4 | 51,0 |     | 69,3 | 10,2 | 1,2 | 0,6 | 3,8 | 11,5 |
| Всего | Всего     | Всего     | Всего     | 69 | 53 | 25,4 | 53,1 |     | 66,8 | 7,8  | 0,8 | 0,6 | 3,1 | 8,9  |
| Питтсбург | Питтсбург | Питтсбург | Питтсбург | 10 | 6  | 15,0 | 57,1 |     | 54,5 | 5,0  | 0,0 | 0,2 | 1,9 | 4,4  |
| УНЛВ | УНЛВ      | УНЛВ      | УНЛВ      | 59 | 47 | 27,2 | 52,7 |     | 67,8 | 8,2  | 0,9 | 0,7 | 3,3 | 9,6  |
| Наведите курсор мыши на аббревиатуры в заголовке таблицы, чтобы прочесть их расшифровку Статистика приведена с сайта sports-reference.com |           |           |           |    |    |      |      |     |      |      |     |     |     |      |

### Статистика в других лигах
| Сезон | Команда      | Лига              | GP  | GS | MPG  | FG%  | 3P% | FT%  | RPG | APG | SPG | BPG | PFL | TOV | PPG  |
| --- | ------------ | ----------------- | --- | -- | ---- | ---- | --- | ---- | --- | --- | --- | --- | --- | --- | ---- |
| 2015/16 | Ушак Спортиф | Чемпионат Турции  | 32  | 30 | 27,1 | 57,7 | -   | 65,1 | 9,1 | 0,5 | 0,5 | 1,3 | 2,1 | 1,5 | 10,5 |
| 2016/17 | Все клубы    | Все лиги          | 70  | 28 | 17,0 | 65,4 | -   | 61,8 | 5,4 | 0,4 | 0,5 | 0,9 | 1,8 | 0,9 | 6,5  |
| 2016/17 | Олимпиакос   | Евролига          | 37  | 21 | 18,1 | 62,4 | -   | 64,3 | 5,6 | 0,3 | 0,5 | 1,0 | 2,0 | 1,0 | 7,3  |
| 2016/17 | Олимпиакос   | Чемпионат Греции  | 33  | 7  | 15,7 | 70,1 | -   | 58,2 | 5,0 | 0,4 | 0,5 | 0,8 | 1,7 | 0,7 | 5,7  |
| 2023/24 | Жирона       | Чемпионат Испании | 12  | 9  | 23,2 | 51,3 | 0,0 | 71,9 | 5,7 | 0,8 | 0,6 | 0,8 | 2,3 | 1,3 | 8,8  |
| Всего | Всего        | Всего             | 114 | 67 | 20,5 | 60,5 | 0,0 | 64,1 | 6,4 | 0,5 | 0,5 | 1,0 | 2,0 | 1,1 | 7,9  |
| Наведите курсор мыши на аббревиатуры в заголовке таблицы, чтобы прочесть их расшифровку Статистика приведена с сайта basketball.realgm.com |              |                   |     |    |      |      |     |      |     |     |     |     |     |     |      |